# Augustin Rabatau
Augustin Rabatau, né à Marseille le 5 septembre 1810, et mort dans la même ville le 5 novembre 1875, est un négociant et homme politique français qui fut maire de Marseille.

## Biographie
Capitaine au long cours, puis courtier d’assurance, il combat en tant que chef de bataillon et enlève une barricade à la place aux Œufs en 1848. Conseiller municipal de 1848 à 1852, il est désigné comme maire de Marseille le 28 février 1874, fonction qu’il conservera jusqu’à sa mort survenue le 5 novembre 1875 des suites d’une épidémie de variole. 
Il était chevalier de la Légion d'honneur. 

## Distinctions
- Chevalier de la Légion d'honneur (1866)

## Hommages
Un boulevard du 8e arrondissement de Marseille porte son nom.